# Heinz Sachsenberg
Heinz Sachsenberg, nemški častnik, vojaški pilot in letalski as, * 12. julij 1922, Dessau, † 17. junij 1951.

## Življenjepis
Heinz “Wimmersal” Sachsenberg je bil nečak Gottharda Sachsenberga, lovskega pilota in letalskega asa iz prve svetovne vojne in prejemnika najvišjega nemškega odlokovanja Pour le Mérite, ki ga je le-ta dobil za 31 sestreljenih sovražnih letal. Zato ni bilo nič presenetljivega, da je tudi Heinz vstopil v Luftwaffe. Po usposabljanju za pilota lovskih letal je bil v jeseni 1942 dodeljen k JG 52 na južni del vzhodne fronte. 
S podčastniškim činom je bil dodeljen šesti eskadrilji tega polka, 6./JG 52, kjer je 21. aprila 1943 dosegel svojo prvo zračno zmago, ko je sestrelil sovjetskega jurišnika Iljušin Il-2. Do konca leta 1943 je dosegel že 52 zmag, od katerih je štiri dosegel 26. julija (18.–21. zmaga) in štiri 4. avgusta (zmage št. od 23. do 26.). 
Januarja 1944 je moral s svojim Messerschmittom Bf-109 G-6 Rumeni 8 zasilno pristati po tem, ko ga je močno poškodoval sovjetski lovec. Heinz se je komaj uspel rešiti iz gorečega letala preden je eksplodiralo. Konec marca 1944 je bil za 76 doseženih zmag predlagan za odlikovanje z Viteškim križem, ki pa ga takrat iz neznanih razlogov ni dobil.
7. maja je sestrelil šest sovražnih letal za zmage od 77.–82. in še pet zmag 8. junija (97.–101.). 9. junija 1944 je za 101 sestreljeno letalo prejel Viteški križ. 23. avgusta 1944 je bil Sachsenberg v svojem Bf 109 G-6 (serijska št. 166 233) oznako Rumeni 1 spet sestreljen. Tokrat so ga nad Romunijo sestrelili ameriški lovci North American P-51 Mustang, pri tem pa je bil Heinz težko ranjen in je nekaj mesecev preživel v bolnišnici, preden se je lahko vrnil na fronto. Svojo 103. zmago je dosegel šele 3. marca 1945, ko je nad Madžarsko sestrelil ameriškega lovca P-51. 16. aprila 1945 je Sachsenberg sestrelil svoje 104. in zadnje sovražno letalo, ameriško Airacobro.
Nato je bil premeščen k Jagdgeschwader 7 »Nowotny«, kjer se je začel usposabljati za letenje na reaktivnih lovcih Messerschmitt Me 262. Za kratek čas je postal poveljnik 9./JG 7, nato pa je bil aprila premeščen k JV 44. Tam je dobil nalogo sestaviti in voditi zaščitno enoto (Platzschutzstaffel) opremljeno z letali Focke-Wulf Fw 190 D-9, ki naj bi ščitila reaktivne Me-262 v fazi poletanja in pristajanja, saj so bili ti lovci takrat najbolj ranljivi. Enota je postala znana kot Sachsenberg-Schwarm ali Papagei Staffel. Ime Papagaji so letalci te enote dobili zaradi tega, ker so spodnje dele trupa in kril prebarvali na rdeče in jim dodali jasno vidne proge na krila. To so storili zato, da so lahko pripadniki enote protiletalske obrambe na tleh jasno ločili svoja letala od sovražnih. Sachsenberg je vojno preživel, a je 17. junija 1951 umrl za posledicami ran, ki jih je dobil med vojno.
Wimmersal Sachsenberg je na 520 bojnih nalogah dosegel skupaj 104 zračne zmage, samo eno od njih pa je dosegel na zahodni fronti, vse preostale pa proti sovjetom, od tega jih je kar 84 lovskih letal. Poleg tega je še potopil en hitri čoln.

## Odlikovanja
- Železni križec 2. in 1. razreda
- Ehrenpokal der Luftwaffe (2. oktober 1943)
- Nemški križ v zlatu (17. oktober 1943)
- Viteški križ železnega križca (9. junij 1944)